# Materiał wybuchowy (album)
Materiał wybuchowy – czwarty album studyjny zespołu Grupa Operacyjna. Został wydany w styczniu 2010 roku. W piosenkach opisane są wady polskiej rzeczywistości.

## Lista utworów
1. Daj mi miejsce
2. Lepszy świat
3. Pusty stadion (Koniec PZPN)
4. Pomocy!
5. Rodzina
6. Wampir
7. Klątwa
8. Polskie drogi
9. Dzieci neo
10. O co ci chodzi?
11. Pozory mylą